# Sobekhotep VI
Sobekhotep VI was een farao van de 13e dynastie uit de Egyptische oudheid. Hij regeerde 2 jaar, 2 maanden en 9 dagen.

## Biografie
Er is niet zoveel bekend over wat er na de heerschappij van zijn voorganger Ay I gebeurde. Egypte lijkt te zijn verzonken in chaos. Van Sobekhotep VI is weinig bekend. Zijn troonnaam komt alleen voor in de Turijnse koningslijst, de Koningslijst van Karnak en op steles uit Abydos en Karnak. In een cachette (verborgen plaats) in Karnak is een stele van hem gevonden.
Een scarabee die de naam van Ini of Ani draagt is onderwerp van discussie. Jürgen von Beckerath en Spalinger vermoeden, dat dit de oorspronkelijke naam van Sobekhotep is. Een andere geleerde, Franke betwijfelt dat. Als een voorbeeld:
- Een van de namen van Sobekhotep luidt: mr-htp-ra ongeveer mer-(i)-hotep-ra.

| ra | mr | R4 · t · p |

- Een van de namen van zijn opvolger Ini luidt: mr-itp-ra ongeveer mer-itep-ra wat ook weer kan worden gelezen als mer-hotep-ra.

| ra | mr | R4 |

## Externe bronnen
- Sobekhotep op www.phouka.com
- De dertiende dynastie op narmer.pl